# Uefa Jubilee Awards
För att fira Europeiska fotbollsförbundets (Uefa) 50-årsjubileum 2004, blev vart och ett av dess förbund ombedda av Uefa att välja en av sina egna spelare, den som varit den mest framstående spelaren de senaste 50 åren (1954–2003). De 52 spelarna blev kända som "Golden Players". Listan över spelare släpptes i november 2003 och redovisades på Uefas huvudkontor i Nyon.
- Albanien – Panajot Pano
- Andorra – Koldo
- Armenien – Khoren Oganesian
- Azerbajdzjan – Anatoliy Banishevskiy
- Belgien – Paul Van Himst
- Bosnien och Hercegovina – Safet Sušić
- Bulgarien – Hristo Stoitjkov
- Cypern – Sotiris Kaiafas
- Danmark – Michael Laudrup
- England – Bobby Moore
- Estland – Mart Poom
- Färöarna – Abraham Løkin
- Finland – Jari Litmanen
- Frankrike – Just Fontaine
- Georgien – Murtaz Khurtsilava
- Grekland – Vassilis Hatzipanagis
- Island – Ásgeir Sigurvinsson
- Irland – John Giles
- Israel – Mordechai Spiegler
- Italien – Dino Zoff
- Kazakstan – Sergey Kvochkin[1]
- Kroatien – Davor Šuker
- Lettland – Aleksandrs Starkovs
- Liechtenstein – Rainer Hasler
- Litauen – Arminas Narbekovas
- Luxemburg – Louis Pilot
- Nordmakedonien – Darko Pančev
- Malta – Carmel Busuttil
- Moldavien – Pavel Cebanu
- Nederländerna – Johan Cruyff
- Nordirland – George Best[1]
- Norge – Rune Bratseth
- Polen – Włodzimierz Lubański
- Portugal – Eusébio
- Rumänien – Gheorghe Hagi
- Ryssland – Lev Yashin
- San Marino – Massimo Bonini
- Skottland – Denis Law
- Serbien – Dragan Džajić
- Slovakien – Ján Popluhár
- Slovenien – Branko Oblak
- Spanien – Alfredo di Stéfano
- Sverige – Henrik Larsson
- Schweiz – Stéphane Chapuisat
- Tjeckien – Josef Masopust
- Turkiet – Hakan Şükür
- Tyskland – Fritz Walter
- Ukraina – Oleg Blokhin
- Ungern – Ferenc Puskás
- Belarus – Sergei Aleinikov
- Wales – John Charles
- Österrike – Herbert Prohaska